# Lesdain
Lesdain é uma comuna francesa na região administrativa de Altos da França, no departamento do Norte. Estende-se por uma área de 8.43 km². Em 2010 a comuna tinha 433 habitantes (densidade: 51,4 hab./km²).